# Xian de Pubei
Le xian de Pubei (浦北县 ; pinyin : Pǔběi Xiàn) est un district administratif de la région autonome du Guangxi en Chine. Il est placé sous la juridiction de la ville-préfecture de Qinzhou.

## Démographie
La population du district était de 871 400 habitants en 2010.